# Monte Markham
Monte Markham est un acteur, réalisateur et producteur américain né le 21 juin 1935 dans le Comté de Manatee (Floride), aux États-Unis.

## Biographie
Monte Markham acteur surtout connu pour son rôle du deuxième homme bionique Barney Miller dans la série L'homme qui valait trois milliards

## Filmographie partielle

### Acteur

#### Au cinéma
- 1967 : Sept secondes en enfer (Hour of the Gun) : Sherman McMasters
- 1968 : Projet X : Gregory Gallea
- 1969 : Les Colts des sept mercenaires (Guns of the Magnificent Seven) : Keno
- 1972 : La Femme sans mari (One Is a Lonely Number) : Howard Carpenter
- 1974 : Ginger in the Morning : Joe
- 1976 : La Bataille de Midway (Midway) : Le commandant Maxwell F. Leslie
- 1977 : Les Naufragés du 747 (Airport '77) : Banker
- 1981 : Separate Ways : Cliff Johnson
- 1983 : Canyon Prison (Off the Wall) : Le gouverneur Paul Smith
- 1986 : Jake Speed : M. Winston
- 1987 : À la poursuite de Lori (Hot Pursuit) : Bill Cronenberg
- 1988 : Defense Play : Mark Denton
- 1988 : Judgement Day : Sam
- 1991 : Neon City : Le capitaine Raymond
- 2011 : Beach Bar: The Movie : Crabs
- 2012 : Music High : Le principal Owen Clark
- 2014 : Amies malgré lui (Life Partners) : Ken
- 2015 : We Are Still Here : Dave McCabe
- 2018 : Daddy Issues: Gordon Craw

#### À la télévision

##### Séries télévisées
- 1970 : Le Virginien (TV) saison 9 épisode 06 (Gun quest) : Boss Cooper
- 1973-1974 : The New Perry Mason : Perry Mason
- 1975 : L'Homme qui valait trois milliards (The Six Million Dollar Man) : Barney Miller (saison 2 épisode 5 et saison 3 épisode 9)
- 1976 : L'Homme invisible (The Invisible Man) : Pike (saison 1 épisode 12)
- 1978 : Dallas : Clint Ogden
- 1981 : Pour l’amour du risque (Saison 3 épisode 4 Jennifer Mannequin) :  MR Carney
- 1982 : Jack Holborn : Trumpet
- 1984 : L'Agence tous risques : Mason Harnett (saison 2 épisode 16)
- 1984-1985 : La Ligne de chance (Rituals) : Carter Robertson
- 1989-1992 : Alerte à Malibu (Baywatch) : Le capitaine Don Thorpe

##### Téléfilms
- 1977 : Relentless : Paul Vickers

### Réalisateur
- 1988 : Defense Play
- 1991 : Neon City
- 1991-1992 : Alerte à Malibu (Baywatch) (série télévisée)